# Arkharia oblimata
Arkharia oblimata is een fossiele soort schietmot uit de familie Psychomyiidae.